# Brachypnoea rotundicollis
Brachypnoea rotundicollis är en skalbaggsart som först beskrevs av Schaeffer 1906.  Brachypnoea rotundicollis ingår i släktet Brachypnoea och familjen bladbaggar. Inga underarter finns listade i Catalogue of Life.